# Masakra w Dynowie (1939)
Masakra w Dynowie (1939) – pogrom żydowskiej ludności Dynowa dokonany przez funkcjonariuszy niemieckich Einsatzgruppen podczas kampanii wrześniowej 1939 roku.
Masakra w Dynowie była elementem szerszego planu realizowanego przez kierownictwo III Rzeszy, zmierzającego do sprowokowania masowego exodusu polskich Żydów na obszary znajdujące się pod okupacją sowiecką. W połowie września 1939 funkcjonariusze tzw. Einsatzkommando 1/I zamordowali w Dynowie kilkuset Żydów – mieszkańców miasta oraz uciekinierów z innych regionów Polski (źródła podają różne daty tych wydarzeń). Co najmniej kilkadziesiąt ofiar zostało spalonych żywcem w miejscowej synagodze. Pod koniec września 1939 pozostałych przy życiu dynowskich Żydów przepędzono wpław przez San do strefy okupowanej przez Armię Czerwoną.

## Preludium
W wyniku zwycięskiej kampanii wrześniowej pod kontrolą Niemiec znalazły się tereny zachodniej i centralnej Polski, zamieszkiwane przez 2,2 mln Żydów. Dla nazistowskich przywódców, którzy z rasizmu i antysemityzmu uczynili rdzeń swej ideologii, była to sytuacja wysoce niepożądana. W pierwszej fazie wojny władze III Rzeszy rozważały rozmaite warianty „rozwiązania kwestii żydowskiej”. Jeszcze przed zakończeniem kampanii wrześniowej SS-Gruppenführer Reinhard Heydrich, szef służb bezpieczeństwa III Rzeszy, zaproponował, aby wysiedlić polskich Żydów na ziemie wschodniej Polski, które zgodnie z zapisami układu Ribbentrop-Mołotow miały znaleźć się pod okupacją ZSRR. Plan ten został najprawdopodobniej zaakceptowany przez naczelne dowództwo Wehrmachtu. Może o tym świadczyć chociażby dyrektywa z 12 września 1939, skierowana przez generała Eduarda Wagnera (Generalnego Kwatermistrza Wojsk Lądowych) do dowództwa Grupy Armii „Południe”, zawierająca rozkaz „wywiezienia za San” wszystkich Żydów z polskiej części Górnego Śląska. Jednocześnie chcąc przyspieszyć masowy exodus ludności żydowskiej do strefy sowieckiej, Niemcy rozpoczęli brutalne pogromy i wysiedlenia. Szczególną rolę w tej akcji odegrały tzw. Einsatzgruppen – specjalne grupy operacyjne niemieckiej służby bezpieczeństwa i policji bezpieczeństwa, podążające w ślad za oddziałami regularnej armii z zadaniem „zwalczania wszystkich wrogich Rzeszy i Niemcom elementów na tyłach walczących wojsk” oraz „ujęcia osób niepewnych pod względem politycznym”.
Plan wysiedlenia polskich Żydów na tereny zajęte przez Armię Czerwoną nie został ostatecznie zrealizowany – m.in. z powodu niechęci władz sowieckich do przyjmowania tak wielkiej liczby uchodźców. Zanim jednak Sowieci uszczelnili granicę, funkcjonariusze Einsatzgruppen zdążyli wypędzić tysiące Żydów za Bug i San. Niemcy dopuścili się przy tym szeregu mordów, rabunków, gwałtów i podpaleń. Szczególnie brutalny przebieg miało zwłaszcza wypędzanie ludności żydowskiej z terenów południowej Polski (Górny Śląsk, Małopolska), gdzie operowała Einsatzgruppe I dowodzona przez SS-Brigadeführera Bruno Streckenbacha. Jeden z pododdziałów tej grupy – Einsatzkommando 3/I dowodzone przez SS-Sturmbanführera dr Alfreda Hasselberga – na samym tylko odcinku między Sandomierzem a Jarosławiem wypędził za San ok. 18 tys. Żydów. Licznych zbrodni dopuściły się także inne pododdziały grupy Streckenbacha. Punktem kulminacyjnym niemieckiej akcji stały się masowe mordy na żydowskiej ludności Przemyśla (16-19 września). Nieco wcześniej ofiarą pogromu padli natomiast Żydzi z Dynowa.

## Przebieg masakry
13 września 1939 roku oddziały Wehrmachtu wkroczyły do Dynowa. Niedługo później do miasta dotarło tzw. Einsatzkommando 1/I. Był to jeden z pododdziałów grupy Streckenbacha, złożony w większości z byłych funkcjonariuszy placówki Gestapo w Weimarze. Jednostką dowodził SS-Sturmbannführer Ludwig Hahn. Esesmani natychmiast przystąpili do mordowania i terroryzowania żydowskiej społeczności Dynowa. W zależności od źródła podawane są jednak różne daty rozpoczęcia pogromu. Większość autorów, opierając się m.in. na zeznaniach żydowskich świadków, podaje, że Einsatzkommando pojawiło się w mieście w pierwszym dniu żydowskiego święta Rosz ha-Szana – tj. 14 września. W niektórych źródłach można jednak znaleźć informację, iż masakra rozpoczęła się 15 września lub 18 września.
Po przybyciu do Dynowa podwładni Hahna rozpoczęli łapankę na ulicach miasta, wymierzoną w mężczyzn narodowości żydowskiej. Ze względu na fakt, iż Żydzi próbowali kryć się w budynkach, Niemcy zaczęli się także wdzierać do domów i mieszkań. Wszystkich zatrzymanych gromadzono na podwórzu miejscowej szkoły powszechnej. Po pewnym czasie Żydów zaprowadzono do jednej ze szkolnych sal, po czym w godzinach wieczornych załadowano do samochodów ciężarowych i wywieziono w nieznane. Niemcy oświadczyli żydowskim kobietom, że mężczyzn zabrano na roboty do Jawornika Ruskiego. W rzeczywistości wywożono ich do podmiejskiego lasu Żurawiec lub na tzw. Plebańskie Pole, położone nieopodal ul. ks. Józefa Ożoga (na tyłach plebanii katolickiej parafii św. Wawrzyńca). Tam w świetle reflektorów samochodowych ofiary ustawiano w rzędach po 10 osób, po czym rozstrzeliwano ogniem broni maszynowej. Zamordowanych pogrzebano na miejscu kaźni, przysypując ich ciała cienką warstwą ziemi. Tej nocy ofiarą egzekucji padło co najmniej 150-170 Żydów. Masakrę przeżył jedynie kupiec Jakob Guttman, który udał zabitego, a po odejściu oprawców uciekł na drugą stronę Sanu.
Pogrom był kontynuowany również następnego dnia. Esesmani wdarli się wówczas do miejscowej synagogi, gdzie zebrali rodały i książki na jeden stos, oblali benzyną i podpalili. Ogniem zajęła się najpierw cała synagoga, a następnie dwa pobliskie domy modlitwy wraz z rodałami i księgozbiorem pism talmudycznych. Sacher Grünbaum, świadek tych wydarzeń, zeznał, że do płonącej synagogi Niemcy wrzucili dwóch młodych Żydów – Israela Kehra (pomocnika piekarskiego) i Józefa Rogela (cholewkarza). W wielu innych źródłach można jednak znaleźć informację, że tego dnia Niemcy spalili żywcem w synagodze co najmniej 50 Żydów. Niektórzy autorzy szacowali nawet liczbę zamordowanych w ten sposób ofiar na blisko 200. Żydów usiłujących uciec z płonącej bożnicy esesmani mieli wrzucać do pobliskiej studni, którą później zasypali wraz z ciałami ofiar.
Łącznie w trakcie kilkudniowej masakry Niemcy zamordowali w Dynowie kilkuset Żydów. Dokładna liczba ofiar nie jest znana. Najbardziej ostrożne szacunki mówią o blisko 200 zamordowanych. W niektórych źródłach liczba ofiar jest jednak szacowana w przedziale od 300 do 600. W gronie zamordowanych znaleźli się zarówno miejscowi Żydzi, jak też uchodźcy z innych miast – Brzozowa, Gorlic, Jasła, Krosna i Nowego Sącza. Ofiarami pogromu byli głównie mężczyźni, choć w gronie zamordowanych znalazła się także pewna liczba kobiet i dzieci. Ponadto we wrześniu 1939 Niemcy zamordowali na terenie Dynowa co najmniej 9 Polaków – w tym sześciu mieszkańców miasta (pięciu mężczyzn i kobietę) oraz dwóch żołnierzy WP przebranych w ubrania cywilne.
Ostatni akt pogromu nastąpił 28 września 1939, w pierwszy dzień żydowskiego święta Sukkot. Tego dnia policjant gminny ogłosił przy dźwiękach bębna, iż niemieckie władze zarządziły, aby Żydzi w ciągu 15 minut zgromadzili się na dynowskim rynku. Nie podano celu tego zgromadzenia, opornym zagrożono natomiast karą śmierci. Gdy wszyscy Żydzi zgromadzili się w wyznaczonym miejscu, rynek został otoczony przez funkcjonariuszy SS i policji niemieckiej. Około 1500 Żydów (w większości kobiety i dzieci) uformowano w kolumnę, po czym przy dźwiękach orkiestry pognano nad brzeg Sanu. Niemcy strzelając na postrach w powietrze zmusili następnie wszystkich Żydów, aby przeszli wpław przez rzekę, na tereny okupowane przez Armię Czerwoną. Ze względu na fakt, iż woda była w tym miejscu głęboka, a nurt bystry, co najmniej kilka starszych kobiet utonęło podczas przeprawy. Żydzi, którzy przeszli na drugi brzeg Sanu zostali otoczeni przez sowieckich żołnierzy. Mokrzy i zziębnięci przez całą dobę musieli oczekiwać pod gołym niebem na decyzję o swoim losie. Ostatecznie większość z nich wywieziono w głąb ZSRR. Pozostawione w Dynowie żydowskie mienie przepadło.

## Epilog
Po wydarzeniach z 28 września w Dynowie pozostały jedynie dwie rodziny żydowskie. Zostały one później wywiezione do getta w Brzozowie.
W 1940 roku gmina żydowska w Krośnie uzyskała zgodę władz okupacyjnych na ekshumację ofiar masakry oraz złożenie ich ciał w zbiorowych mogiłach na nowym cmentarzu żydowskim przy ul. Karolówka w Dynowie. Po wojnie na cmentarzu wzniesiono pomnik ku czci dynowskich ofiar Holocaustu.
Ludwig Hahn przeżył wojnę. Przed zachodnioniemieckim sądem stanął dopiero w 1972 roku, lecz w akcie oskarżenia nie ujęto czynów popełnionych przez oskarżonego w trakcie kampanii wrześniowej 1939 roku. Ostatecznie Hahn został uznany winnym zarządzenia egzekucji 100 więźniów warszawskiego Pawiaka i skazany na karę 12 lat pozbawienia wolności. W kolejnym procesie, dotyczącym tym razem jego udziału w masowych deportacjach warszawskich Żydów do obozu zagłady w Treblince, został skazany na karę dożywotniego pozbawienia wolności (1975). Po upływie 8 lat Hahn został jednak zwolniony z więzienia z przyczyn zdrowotnych (choroba nowotworowa). Zmarł 10 listopada 1986.